# حالت بی‌قاعده
حالت بی قاعده (به انگلیسی: Promiscuous mode) در شبکه‌های کامپیوتری، حالتی برای یک کنترلر رابط شبکه سیمی (NIC) یا کنترلر رابط شبکه‌های بی سیم(WNIC) است که باعث می‌شود کنترلر تمامی ترافیک‌های دریافتی را به واحد پردازش مرکزی (CPU) ارسال کند، به جای عبور تنها فریم‌هایی که کنترلر قصد دریافت آن را دارد. این حالت به‌طور معمول برای اسنیفینگ بسته‌ها استفاده می‌شود که بر روی یک روتر یا بر روی یک کامپیوتر متصل به یک هاب (به جای سوئیچ) یا یک بخشی از WLAN قرار می‌گیرد. این حالت همچنین به شبکه‌های نوع بریج در مجازی سازی سخت‌افزار نیاز دارد.
در شبکه‌های IEEE 802 مانند اترنت، توکن رینگ، وآی‌تریپل‌ئی ۸۰۲٫۱۱ و در FDDI، هر فریم شامل یک آدرس کنترل دسترسی رسانهٔ مقصد (آدرس MAC) است. در حالت‌های غیراز بی قاعده، زمانی که یک کنترلر رابط شبکه سیمی یک فریم را دریافت می‌کند، آن را به‌طور معمول حذف می‌کند، مگر اینکه فریم به آدرس فیزیکی کنترلر رابط شبکه سیمی آدرس داده شده باشد یا یک فریم براد کست، یا مالتی کست باشد. با این حال، در حالت بی قاعده، کارت به تمام فریم‌ها اجازه عبور می‌دهد، در نتیجه به کامپیوتر اجازه می‌دهد فریم‌هایی که برای ماشین‌ها یا دستگاه‌های شبکه دیگر ارسال شده‌اند را نیزبخواند.
بسیاری از سیستم‌های عامل برای فعال کردن حالت بی قاعده نیاز به دسترسی کاربر ریشه دارند. یک گره بدون مسیر یابی در حالت بی قاعده به‌طور کلی می‌تواند تنها ترافیک ورودی و از گره‌های دیگر در همان حوزه پخش (برای اترنت و آی‌تریپل‌ئی ۸۰۲٫۱۱) یا حلقه (برای توکن رینگ یا FDDI) را مانیتور کند. کامپیوترهای متصل به همان هاب شبکه این نیاز را برآورده می‌کنند، به همین دلیل است که سوئیچ شبکه برای مبارزه با سوء استفاده از حالت بی قاعده استفاده می‌شود. یک روتر ممکن است تمامی ترافیک‌های رد و بدل شده آن مسیر را نظارت داشته باشند.
حالت بی قاعده اغلب برای تشخیص مسائل مربوط به اتصال به شبکه استفاده می‌شود. برنامه‌هایی وجود دارند که با استفاده از این ویژگی تمام داده‌هایی که بر روی شبکه عبور کرده‌اند را به کاربر نشان می‌دهند. برخی از پروتکل‌ها مانند پروتکل انتقال داده وپروتکل شبکه راه دور، داده و کلمه عبور را بدون رمزگذاری ارسال می‌کنند، و اسکنرهای شبکه می‌تواند این داده‌ها را ببینید. بنابراین، کاربران کامپیوتر تشویق می‌شوند تا از پروتکل‌های نا امن مانند شبکه راه دور استفاده نکرده و انواع امن تر آن‌ها مانند SSH را به کار گیرند.

## کشف
هر چند حالت بی قاعده را می‌توان در راه‌های مخرب برای اسنیف شبکه استفاده کرد، یکی ممکن است علاقه مند به تشخیص دستگاه‌های شبکه که در حالت بی قاعده هستند باشد. در حالت بی قاعده، برخی از نرم‌افزارها ممکن است حتی به فریمی که به دستگاه دیگری آدرس داده شده نیز پاسخ دهند. با این حال، شنود کننده‌های با تجربه می‌توانند از این حالت جلوگیری کنند (به عنوان مثال، با استفاده از تنظیمات فایروال  به دقت طراحی شده).
یک مثال ارسال پینگ با آدرس مک اشتباه اما آدرس IP درست است. اگر آداپتور در حالت عادی باشد، این فریم را حذف کرده و پشته IP هرگز آن را نه دیده و نه به آن پاسخ می‌دهد. اگر آداپتور در حالت بی قاعده باشد، فریم از آن عبور کرده، و پشته IP در دستگاه (که آدرس MAC برای آن هیچ مفهومی ندارد) آن را همانند هر پینگ دیگر پاسخ می‌دهد. اسنیفر می‌تواند با پیکربندی فایروال خود از این حالت جلوگیری کرده و ترافیک‌های ICMP را مسدود کند.

## بعضی از نرم‌افزارهایی که از حالت بی قاعده استفاده می‌کنند
- NetScout Sniffer
- OmniPeek
- کپسا
- Aircrack-ng
- KisMAC
- AirSnort
- وایرشارک
- تی‌سی‌پی‌دامپ
- IPTraf
- PRTG
- Kismet
- وی‌ام‌ویر
- قابیل و هابیل (نرم‌افزار)
- Driftnet Software
- Microsoft Windows Network Bridge
- XLink Kai
- WC3Banlist
- اسنورت
- ntop
- Firesheep
- ویرچوال باکس (bridge networking mode)
- CommView
- AccessData SilentRunner